# سأخرج (أغنية غيمس)
سأخرج (بالفرنسية: J'me tire)‏ وهي إصدار منفرد لمغني الراب الكونغولي غيمس، تم إصدارها في 15 مارس 2013 وهي إصدار منفرد لألبومه الأول سابليمينال.

## فيديو كليب
تم تصوير الفيديو كليب، بما في ذلك صور الصحاري والجبال المغطاة بالثلوج، جزئيًا في الاستوديو في باريس بمساعدة المخرج المعتاد لكليبات ميتغ غيمس فرقة سكسيون داسوت. تم تصوير خطط الجبال الثلجية في هضبة كينيس في سافوا العليا.

## التصنيف والشهادات

### التصنيف الأسبوعي
| التصنيف                                                     | أفضل مرتبة |
| ----------------------------------------------------------- | ---------- |
| تصنيف الألبومات البلجيكية (أولتراتوب فلاندرز)               | 1          |
| تصنيف الألبومات البلجيكية (أولتراتوب فلاندرز)               | 4          |
| تصنيف الألبومات البلجيكية (أولتراتوب فلاندرز)               | 4          |
| تصنيف الألبومات البلجيكية (أولتراتوب والونيا)               | 6          |
| تصنيف الألبومات البلجيكية (أولتراتوب والونيا)               | 3          |
| تصنيف الألبومات الفرنسية (الاتحاد الوطني للنشر الفونوغرافي) | 1          |
| تصنيف الألبومات الفرنسية (الاتحاد الوطني للنشر الفونوغرافي) | 3          |
| تصنيف الألبومات الفرنسية (الاتحاد الوطني للنشر الفونوغرافي) | 1          |
| تصنيف الألبومات الهولندية (أفضل 100 ألبوم)                  | 7          |
| تصنيف الألبومات الهولندية (أفضل 100 ألبوم)                  | 5          |
| تصنيف الألبومات السويسرية (هيت باراد سويسرا)                | 17         |
| تصنيف الألبومات السويسرية (هيت باراد سويسرا)                | 5          |

| التصنيف                                                     | أفضل مرتبة |
| ----------------------------------------------------------- | ---------- |
| تصنيف الألبومات البلجيكية (أولتراتوب فلاندرز)               | 17         |
| تصنيف الألبومات البلجيكية (أولتراتوب والونيا)               | 1          |
| تصنيف الألبومات الفرنسية (الاتحاد الوطني للنشر الفونوغرافي) | 182        |

### الشهادات
| الدولة | الشهادات             | المبيعات |
| ------ | -------------------- | -------- |
| فرنسا  | الأسطوانة البلاتينية | 30,000   |
| بلجيكا | الأسطوانة البلاتينية |          |